# Michaela Hrubá
Michaela Hrubá (ur. 21 lutego 1998 w Bořitovie) – czeska lekkoatletka specjalizująca się w skoku wzwyż, olimpijka (2016, 2024).
Srebrna medalistka olimpijskiego festiwalu młodzieży Europy (2013). W 2014 w Eugene została wicemistrzynią świata juniorek oraz sięgnęła po brąz igrzysk olimpijskich młodzieży w Nankin. Ósma zawodniczka halowych mistrzostw Europy w Pradze (2015). W tym samym roku została mistrzynią świata juniorów młodszych. W 2016 była dwunasta na mistrzostwach Europy oraz została juniorską mistrzynią świata. Szósta zawodniczka halowych mistrzostw Europy (2017).
Reprezentantka kraju na drużynowych mistrzostwach Europy. Medalistka mistrzostw Czech.
Rekordy życiowe: stadion – 1,94 (25 czerwca 2017, Lille, 9 lipca 2017, Londyn oraz 9 maja 2025, Doha); hala – 1,95 (20 lutego 2016, Praga).

## Osiągnięcia
| Rok  | Impreza                                               | Miejsce        | Lokata            | Wynik |
| ---- | ----------------------------------------------------- | -------------- | ----------------- | ----- |
| 2013 | Olimpijski festiwal młodzieży Europy                  | Utrecht        | 2. miejsce        | 1,79  |
| 2014 | Kwalifikacje Europy do igrzysk olimpijskich młodzieży | Baku           | 1. miejsce        | 1,87  |
| 2014 | Superliga drużynowych mistrzostw Europy               | Brunszwik      | 6. miejsce        | 1,87  |
| 2014 | Mistrzostwa świata juniorów                           | Eugene         | 2. miejsce        | 1,91  |
| 2014 | Igrzyska olimpijskie młodzieży                        | Nankin         | 3. miejsce        | 1,85  |
| 2015 | Halowe mistrzostwa Europy                             | Praga          | 8. miejsce        | 1,85  |
| 2015 | Mistrzostwa świata juniorów młodszych                 | Cali           | 1. miejsce        | 1,90  |
| 2016 | Mistrzostwa Europy                                    | Amsterdam      | 12. miejsce       | 1,84  |
| 2016 | Mistrzostwa świata juniorów                           | Bydgoszcz      | 1. miejsce        | 1,91  |
| 2016 | Igrzyska olimpijskie                                  | Rio de Janeiro | el. – 18. miejsce | 1,92  |
| 2017 | Halowe mistrzostwa Europy                             | Belgrad        | 6. miejsce        | 1,92  |
| 2017 | Superliga drużynowych mistrzostw Europy               | Lille          | 3. miejsce        | 1,94  |
| 2017 | Mistrzostwa Europy juniorów                           | Grosseto       | 1. miejsce        | 1,93  |
| 2017 | Mistrzostwa świata                                    | Londyn         | 11. miejsce       | 1,92  |
| 2018 | Halowe mistrzostwa świata                             | Birmingham     | 10. miejsce       | 1,84  |
| 2018 | Mistrzostwa Europy                                    | Berlin         | 6. miejsce        | 1,91  |
| 2019 | Halowe mistrzostwa Europy                             | Glasgow        | 6. miejsce        | 1,94  |
| 2021 | I liga drużynowych mistrzostw Europy                  | Kluż-Napoka    | 7. miejsce        | 1,83  |
| 2023 | I dywizja drużynowych mistrzostw Europy               | Chorzów        | 3. miejsce        | 1,90  |
| 2023 | Mistrzostwa świata                                    | Budapeszt      | el. – 20. miejsce | 1,85  |
| 2024 | Mistrzostwa Europy                                    | Rzym           | el. – 19. miejsce | 1,85  |
| 2024 | Igrzyska olimpijskie                                  | Paryż          | el. – 15. miejsce | 1,88  |
| 2025 | Halowe mistrzostwa Europy                             | Apeldoorn      | el. – 10. miejsce | 1,85  |
| 2025 | I dywizja drużynowych mistrzostw Europy               | Madryt         | 4. miejsce        | 1,91  |